# Zmarli (film)
Zmarli (ang. The Dead) – amerykańsko-brytyjsko-irlandzko-niemiecki dramat filmowy z 1987 roku w reżyserii Johna Hustona. Obraz powstał na podstawie opowiadania Jamesa Joyce’a. Zdjęcia kręcono w Dublinie oraz w Kalifornii.

## Główne role
- Anjelica Huston – Gretta Conroy
- Donal McCann – Gabriel Conroy
- Dan O’Herlihy – pan Browne
- Donal Donnelly – Freddy Malins
- Helena Carroll – ciocia Kate
- Cathleen Delany – ciocia Julia
- Ingrid Craigie – Mary Jane
- Rachael Dowling – Lily
- Marie Kean – pani Malins
- Frank Patterson – Bartell D’Arcy
- Maria McDermottroe – Molly Ivors
- Sean McClory – pan Grace
- Kate O’Toole – panna Furlong
- Maria Hayden – panna O’Callaghan
- Bairbre Dowling – panna Higgins

## Nagrody i nominacje
Oscary za rok 1987
- Najlepszy scenariusz adaptowany - Tony Huston (nominacja)
- Najlepsze kostiumy - Dorothy Jeakins (nominacja)